# Strażnica KOP „Riasto”

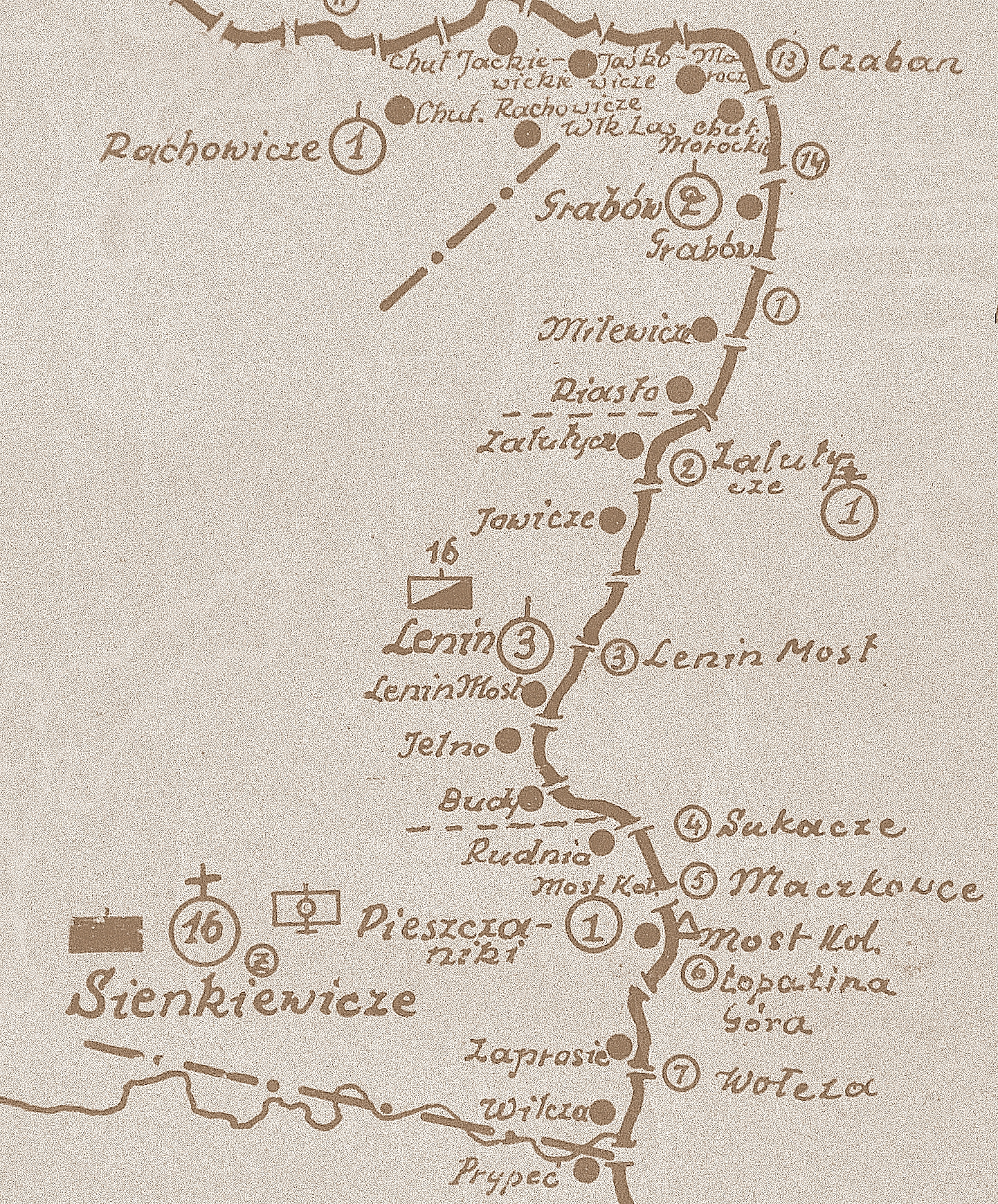
Rozmieszczenie batalionu KOP „Sienkiewicze” w 1931

Strażnica KOP „Riasto” – zasadnicza jednostka organizacyjna Korpusu Ochrony Pogranicza pełniąca służbę ochronną na granicy polsko-sowieckiej.

## Formowanie i zmiany organizacyjne
W 1925, w składzie 5 Brygady Ochrony Pogranicza, został sformowany 16 batalion graniczny. W 1928 w skład batalionu wchodziło 16 strażnic. Strażnica KOP „Riasto” funkcjonowała w strukturze organizacyjnej 3 kompanii granicznej KOP „Lenin” w latach 1928–1929 i 1938 – 1939 batalionu KOP „Sienkiewicze”. W latach 1931–1934 znajdowała się w strukturze 2 kompanii KOP „Grabów” . Strażnica liczyła około 18 żołnierzy i rozmieszczona była przy linii granicznej z zadaniem bezpośredniej ochrony granicy państwowej.
W 1932 obsada strażnicy zakwaterowana była w budynku popolicyjnym.
Strażnicę w 1938 z macierzystą kompanią łączył trakt długości 12 km.
Strażnica liczyła około 18 żołnierzy i rozmieszczona była przy linii granicznej z zadaniem bezpośredniej ochrony granicy państwowej.

## Służba graniczna
Podstawową jednostką taktyczną Korpusu Ochrony Pogranicza przeznaczoną do pełnienia służby ochronnej był batalion graniczny. Odcinek batalionu dzielił się na pododcinki kompanii, a te z kolei na pododcinki strażnic, które były „zasadniczymi jednostkami pełniącymi służbę ochronną”, w sile półplutonu. Służba ochronna pełniona była systemem zmiennym, polegającym na stałym patrolowaniu strefy nadgranicznej, wystawianiu posterunków alarmowych, obserwacyjnych i kontrolnych stałych, patrolowaniu i organizowaniu zasadzek w miejscach rozpoznanych jako niebezpieczne, kontrolowaniu dokumentów i zatrzymywaniu osób podejrzanych, a także utrzymywaniu ścisłej łączności między oddziałami i władzami administracyjnymi. Strażnice KOP stanowiły pierwszy rzut ugrupowania kordonowego Korpusu Ochrony Pogranicza.
Strażnica KOP „Riasto” w 1938 ochraniała pododcinek granicy państwowej szerokości 9 kilometrów 415 metrów od słupa granicznego nr 1069 do 1076.
Sąsiednie strażnice:
- strażnica KOP „Milewicze” ⇔ strażnica KOP „Zalutycze” – 1928[2], 1929[3]
- strażnica KOP „Grabów” ⇔ strażnica KOP „Jowicze” – 1938[4]